# L'Île Lego 2 : La Revanche de Casbrick
 (mars 2018).
Si vous disposez d'ouvrages ou d'articles de référence ou si vous connaissez des sites web de qualité traitant du thème abordé ici, merci de compléter l'article en donnant les références utiles à sa vérifiabilité et en les liant à la section « Notes et références ».
L'Île Lego 2 : La Revanche de Casbrick (Lego Island 2: The Brickster's Revenge) est un jeu vidéo d'action-aventure sorti en 2001, basé sur la licence Lego, un jeu de construction en briques de plastique. Suite du jeu Aventures sur l'île Lego, sorti en 1997, il présente les aventures de Pepper, chargé dans cet opus de récupérer les Pages de la Constructopédia volée par Casbric, et d'arrêter celui-ci.
Le jeu se présente sous forme de mini-jeux et d'exploration de quatre univers (île Lego, île Castle, île des Adventurers et monde d'Ogel).

## Liste des mini-jeux

### Île Lego
Robots toqués : Après avoir récupéré les têtes de Robriques, les maléfiques sbires robotiques de Casbric, Prof appelle Pepper au Centre d'infos pour réparer l'ordinateur central, qu'il cherche à reconnecter avec les précieuses têtes. Le joueur devra donc appuyer sur la bonne touche pour frapper les têtes de Robriques récalcitrantes cherchant à s'échapper par l'une des quatre trappes de l'ordinateur, tout en veillant à ne pas assommer Prof, prenant l'air de temps à autre.

### Île Castle
A la pêche aux briques ! : Arrivé sur l'Île Castle, les chevaliers du Lion demandent à Pepper de réparer leur pont, joignant les deux morceaux de l'île et permettant aux chevaliers du Lion et du Taureau de se battre depuis des générations. Plongeant dans les profondeurs se trouvant sur le pont, Pepper devra nager pour récupérer les morceaux du pont ainsi qu'une page de la Constructopedia cachée dans les abysses, tout en surveillant son niveau d'oxygène.
Joutons un peu ! : Une page de la Constructopedia a été prise par les chevaliers du Taureau comme drapeau, le leur ayant été volé par les chevaliers du Lion. Pepper cherche à le récupérer auprès du Roi du Lion, mais celui-ci lui échangera que contre une victoire contre le Chevalier Casqué dans une joute. Pepper devra donc désarçonné le Chevalier Casqué trois fois pour récupérer le drapeau.
A l'attaque ! : Alors qu'il ramène le drapeau des chevaliers du Taureau, le sournois Cédric le Vil défie Pepper. Armé de canons disposés sur tout le château du Taureau, il sème la pagaille. Pepper doit traverser le pont et utiliser les canons en contrebas du château pour détruire ceux de Cédric et ainsi le vaincre.

### Île des Adventurers
Coup du serpent : Envoyé sur l'Île des Adventurers où des pages de la Constructopedia ont été repérées, Pepper rencontre Johnny Thunder et Mademoiselle Read qui acceptent de l'aider à condition qu'il les aide lui-même dans leur problème de vol de gemmes par des serpents. Pepper accepte. Tous trois montent à bord d'une Scorpion du désert. Pepper, armé à l'arrière du véhicule d'un canon à noix de coco, devra tirer sur les serpents poursuivants la voiture pour les empêcher de gober les gemmes des Adventurers.
Serpent à sonnettes ! : Après avoir rencontré le Dr.Kilroy, Pepper est envoyé dans un sphinx où il doit récupérer d'autres gemmes volées par les serpents. Sur le même principe que Robots toqués, Pepper devra assommer les serpents dès qu'ils sortent de leur panier, et récupérer les gemmes apparaissant aléatoirement sur leur tête.
Serial momies : Pepper doit à présent pénétrer dans un tombeau pour récupérer une page de la Constructopedia. Il doit pour cela récupérer la clé de la lourde grille menant au tombeau du Pharaon, en associant des amulettes de couleur dissimulées dans des sarcophages, et sans se faire toucher par les squelettes errant dans la salle. Une fois la grille ouverte, Pepper doit fuir le tombeau après avoir pris la page, un énorme rocher le suivant, de la même façon que dans Les Aventuriers de l'Arche Perdue. 
Le bolide du désert : Pepper doit rejoindre Thunder, Read et Kilroy. Il emprunte pour cela un bolide laissé pour les Adventurers. Une course effrénée à travers le désert commence, où Pepper devra éviter les obstacles, tels que cactus, Robriques sur rochers, vaches ou encore aliens, et en saisissant les briques rouges permettant de protéger temporairement le véhicule et les briques vertes, offrant un turbo.
Biplan : La petite équipe cherche à se rendre à l'oasis où une autre page a été repérée. Alors que Kilroy, souffrant d'insolation, monte avec Thunder et Read à bord d'un hydravion, Pepper file vers le point de rendez-vous avec un biplan. Il devra sur le chemin récupérer des bidons d'essence lui permettant d'atteindre son but, ainsi qu'utiliser son canon à bananes pour viser des cibles ou décrocher des chimpanzés lui envoyant des morceaux de pastèque.
La course du T-Rex : Pepper rencontre sur sa route un T-Rex venant chercher de l'aide pour libérer ses congénères dinosaures, capturés par l'ignoble Sam Sinister. Le jeune livreur de pizzas chevauche le puissant reptile et entame une nouvelle course à travers l'Île des Adventurers pour atteindre le camp de Sinister. Il devra éviter de nombreux obstacles pour arriver dans les temps.
Le camp de Sam Sinister : Arrivé au camp, Sam Sinister défie Pepper pour récupérer la page de la Constructopedia que Casbric lui a confié. Pepper monte dans une montgolfière équipée d'un treuil pour sortir les dinosaures prisonniers de leur cage. Une fois ceci fait, il faudra jeter quelques sacs de sable sur la tête de Sam Sinister pour le vaincre et qu'il remette à Pepper la page.

### Île Lego
La centrifugeuse : De retour sur l'Île Lego où toutes les pages sont réunies, réparant les dégâts de Casbric, ce dernier revient pour enlever Papa et Mama Brickolini, les restaurateurs de l'île, pour les emmener dans son monde, Ogel. Pepper se rend au Space Port pour passer l'épreuve de la centrifugeuse afin d'aller les sauver. Il s'agira d'appuyer sur la bonne touche au bon moment pour résister au tournoiement de l'appareil.
La ceinture d'astéroïdes : À bord de la fusée de Bob Cosmo, Pepper devra traverser une ceinture d'astéroïdes pour atteindre le monde d'Ogel. La tâche sera périlleuse puisque l'appareil ne devra pas être touché par plus de cinq roches de l'espace, tout en faisant attention au carburant s'amenuisant à chaque mouvement de la fusée.

### Monde d'Ogel
Un, deux, trois... Pizzas ! : Débarqué sur Ogel, Pepper retrouve Papa et Mama Brickolini dans une pizzeria faite de briques aléatoires. Pour les sortir de là, il devra les aider à confectionner les pizzas commandées par les Ogeliens, en sélectionnant les bons ingrédients et en les lançant sur le plat tendu par Papa, qui saute de gauche à droite.
Le palais de Casbric : Les Ogeliens étant profondément repus, Pepper file au palais de Casbric, gigantesque tour absurde où se cache le criminel. Pepper devra monter la tour, en échappant aux nombreux pièges qu'elle renferme (trappes qui s'effondrent, ascenseurs, ...). Arrivé sur le toit, il faudra le vaincre en lui envoyant des pizzas dans la tête tout en évitant les nombreux Robriques, pour finalement l'enfermer dans sa propre tour. 